# Emmy Raver-Lampman
Pour les articles homonymes, voir Raver et Lampman.
Emmy Raver-Lampman, née le 5 septembre 1988 à Norfolk, en Virginie, est une actrice américaine.
Elle est surtout connue pour son rôle d'Allison Hargreeves, dans la série télévisée Umbrella Academy, entre 2019 et 2024.

## Biographie

### Jeunesse et formation
Originaire de Norfolk, une ville de l'État de Virginie. Elle a étudié l'école des arts avant d'être diplômée de la Marymount Manhattan College à New York.

### Carrière
Elle commence sa carrière et s'illustre sur les planches en jouant dans diverses comédies musicales à succès de Broadway. Elle a notamment joué dans les populaires Wicked et Hair, avant de remplacer l'actrice Renée Elise Goldsberry dans le rôle d'Angelica pour Hamilton, un show maintes fois récompensé et joué dans plusieurs pays.
C'est d'ailleurs ce rôle qui est considéré comme celui l'ayant révélée à un plus large public, dans un premier temps, aux États-Unis. Cette production a remporté un Grammy Award pour l'ensemble de la distribution ainsi que de nombreux Tony Awards. Les comédiens se produisent même à la Maison-Blanche et rencontrent Beyoncé.
En 2018, elle fait une apparition dans la série dramatique du réseau ABC, A Million Little Things.
Elle n'a donc que peu d'expériences, à la télévision, lorsqu'elle décroche l'un des premiers rôles de la série de super-héros Umbrella Academy. Il s'agit d'une adaptation de la série de bandes dessinées du même nom, créée par Gerard Way et Gabriel Bá et publiée par Dark Horse Comics. L'intrigue tourne autour d'une famille dysfonctionnelle de super-héros qui se réunissent pour résoudre le mystère de la mort de leur père, la menace de l'apocalypse, etc. La première saison a été diffusée sur Netflix le 15 février 2019. Les critiques l'ont accueillie favorablement, de nombreux éloges ont été salués par le casting et les éléments visuels, bien que le ton et le rythme aient été critiqués. Elle joue le rôle d'Allison (numéro #3 ou Rumeur) l'un des personnages principaux qui a le don de prémonitions et de persuasion,.
Elle est ensuite annoncée au casting du film Wednesday de J. Lee (en) aux côtés de Seth Green. Cette comédie noire, finalement commercialisée sous le titre aTypical Wednesday, sort le 30 juin 2020 aux États-Unis. Parallèlement, elle reste fidèle à ses débuts et s'engage sur une nouvelle production théâtrale, Gun & Powder, partageant la vedette avec Solea Pfeiffer, avec qui elle travaillait précédemment sur Hamilton.

## Filmographie

### Cinéma
- 2020 : aTypical Wednesdays de J. Lee (en) : Millie
- 2022 : Blacklight de Mark Williams : Mira Jones
- 2022 : Dog de Reid Carolin et Channing Tatum : Bella
- 2024 : The Beekeeper de David Ayer : Verona Parker

### Courts métrages
- 2019 : Stucco de Janina Gavankar et Russo Schelling : Relaxer

### Télévision
- 2016 : Odd Mom Out : La fille du rendez-vous (saison 2, épisode 3)
- 2018 : A Million Little Things : Rebecca (saison 1, épisode 4)
- 2019 - 2024 : Umbrella Academy : Allison Hargreeves / #3 / Rumeur (rôle principal, 40 épisodes)
- 2019 : Jane the Virgin : Lily Lofton (saison 5, épisodes 16 et 17)
- 2019 : Robot Chicken : Peppermint / La mère du garçon (animation - 1 épisode)

## Théâtre
Sauf indication contraire ou complémentaire, les informations mentionnées dans cette section proviennent de la base de données IBDb.
- 2005 - 2015 : Wicked : Elphaba[12]
- 2010-2012 : Hair : Dionne[13]
- 2012-2013 : Jekyll & Hyde : Lucy Haris[13]
- 2013-2014 : A Night with Janis Joplin : Joplinaires[13]
- 2015-2017[12] : Hamilton : Eliza Hamilton / Peggy Schuyler / Maria Reynolds / Angelica Schuyler[13]
- 2016 : The Spongebob Musical : Pearl Krabs[12]
- 2020 : Gun & Powder : Martha

## Distinctions

### Nominations
- 2016 : Astraire Awards : meilleure distribution dans une comédie musicale pour Hamilton[13]
- 2020 : IGN Summer Movie Awards : meilleure distribution dans une série télévisée pour Umbrella Academy[14]